# A rosszfiúk: Pocsék karácsony
A rosszfiúk: Pocsék karácsony (eredeti cím: The Bad Guys: A Very Bad Holiday) 2023-ban bemutatott amerikai számítógépes animációs filmvígjáték, amelyet Bret Haaland rendezett, a 2022-es A rosszfiúk című film különkiadása.
Amerikában és Magyarországon 2023. november 30-án mutatták be a Netflixen.

## Cselekmény
A rosszfiúk a városban járkálnak, és alig várják, hogy karácsonykor kiraboljanak egy bankot, kihasználva, hogy mindenki otthon ünnepel. Egy felvonuláson az autójukat egy szeretett Mikulás-lufihoz kötik, amit végül véletlenül tönkretesznek. Ennek következtében a város hangulata olyan mélyre zuhan, hogy a karácsony elmarad. Aggódva, hogy a rablásuk nem sikerül, a rosszfiúk elindulnak, hogy felvidítsák a várost. Először Tarantella azt javasolja, hogy a lufit egy általa épített Télapó exoskeletonra cseréljék, de a banda többi tagja nem ért egyet, mivel az túl ijesztőnek tűnik. Ehelyett Farkas azt javasolja, hogy készítsék el újra a lufit, de végül az is szörnyen néz ki, és szintén elvetik.
Mivel karácsony reggeléig még 12 óra van hátra, azt tervezik, hogy betörnek egy rádióállomásra, hogy újra karácsonyi dalokat sugározzanak – mivel a törlés óta heavy metal zenére cserélték –, miközben Farkas és Kígyó ajándékokat lopnak, hogy eljuttassák az emberek otthonába. Bár a terv sikerrel jár, Farkas úgy érzi, hogy hóra van szükség ahhoz, hogy az emberek lelkesedése teljesen felélénküljön. Ennek érdekében Tarantella átalakítja egy utcai stand borotvajég-gépét, de Farkas az utasításaival ellentétben megnöveli annak teljesítményét. A havazás elkezdődik, de gyorsan a várost terrorizáló jégviharrá fajul. A banda megdorgálja Farkast, amiért hajlamos túlzásba vinni a dolgokat, de megbocsátanak neki, amikor bevallja, hogy csak a valaha volt legjobb rablást akarta nekik adni, ahelyett, hogy felvágna. Farkas a Télapó exoskeletonjával hatástalanítja a jéggépet. Amikor a vihar véget ér, az exoskeleton lesz a város új hőse és kabalája. A mikrofonján keresztül Cápa azt mondja a polgároknak, hogy menjenek vissza az otthonaikba.
A rosszfiúk visszamennek a rejtekhelyükre, de mostanra megfáztak, és nem tudják végrehajtani a rablást. Meglepetésükre és megdöbbenésükre ajándékokat találnak a Télapótól a jótettükért. Ennek hatására elkezdenek dolgozni egy terven, hogy kirabolják a Télapó műhelyét, hogy bebizonyítsák, hogy a huncutok listáján a helyük.

## Szereplők
| Szerep        | Eredeti hang         | Magyar hang   |
| ------------- | -------------------- | ------------- |
| Farkas        | Michael Godere       | Rajkai Zoltán |
| Cápa          | Ezekiel Ajeigbe      | Mészáros Máté |
| Piránya       | Raul Ceballos        | Csőre Gábor   |
| Kígyó         | Chris Diamantopoulos | Csankó Zoltán |
| Tarantella    | Mallory Low          | Gubik Petra   |
| Tiffany Tincs | Zehra Fazal          | Dögei Éva     |
| Gary          | Keith Silverstein    | Makray Gábor  |
| Trudy Tude    | Kari Wahlgren        | Kelemen Kata  |

### Magyar változat
- Magyar szöveg: Stern Gábor
- Dalszöveg: Nádasi Veronika
- Hangmérnök: Mihályfi Kristóf
- Vágó: Kajdácsi Brigitta
- Gyártásvezető: Gelencsér Adrienne
- Szinkronrendező: Tabák Kata
- Zenei rendező: Molnár Gábor
- Produkciós vezető: Hagen Péter

A szinkront a Mafilm Audio Kft. készítette el.

## A film készítése
A különkiadást 2022 novemberében jelentették be. Bret Haaland lesz a rendező és Katherine Nolfi mellett vezető producer. 2023 októberében a TVLine elárulta, hogy az eredeti filmszereplők közül senki sem fogja megismételni a szerepét, helyette Godere, Ajeigbe, Ceballos, Diamantopoulos és Low lesz a főszereplő.